# Overthorpe (Northamptonshire)
Overthorpe – wieś w Anglii, w hrabstwie Northamptonshire, w dystrykcie (unitary authority) West Northamptonshire. Leży 34 km na południowy zachód od miasta Northampton i 102 km na północny zachód od Londynu. Miejscowość liczy 242 mieszkańców.